# Rudolf Lütgens
Rudolf Lütgens (* 25. Juli 1881 in Hamburg; † 13. Dezember 1972 ebenda) war ein deutscher Wirtschaftsgeograf und Professor an der Universität Hamburg.
Lütgens studierte von 1900 bis 1906 u. a. Geografie, Geologie und Wirtschaftswissenschaften und legte 1905 die Promotion bei Ferdinand von Richthofen in Berlin ab, 1906 das Staatsexamen in Kiel. Darauf diente er zwei Jahre bei der Deutschen Seewarte und erforschte Meeres- und Windströmungen. 1909 wurde er Studienrat (bis 1924) und übernahm 1910 einen Lehrauftrag am Hamburgischen Kolonialinstitut. Daneben unternahm er Forschungsreisen nach Lateinamerika. 1920 habilitierte er sich und wurde 1928 apl. Professor in Hamburg. Von 1924 bis 1932 leitete er den geerbten Betrieb als Ewerführer im Hamburger Hafen. 1942 übernahm er die Leitung des Kolonial- und Wirtschaftsgeographischen Instituts der Universität Hamburg. 1948 wurde er emeritiert.
Lütgens gehörte zu den Begründern der Wirtschaftsgeografie und gab wichtige Handbücher heraus. Er führte den Begriff der Wirtschaftslandschaft im Aufsatz über das La-Plata-Gebiet 1921/22 ein und zeigte eine wirtschaftsgeographische Raumgliederung am Beispiel Haitis 1927. Besonders für Lateinamerika setzte er Maßstäbe. Auch war er ein bedeutender Schulgeograf. Im November 1933 unterzeichnete er das Bekenntnis der Professoren an den deutschen Universitäten und Hochschulen zu Adolf Hitler.

## Schriften (Auswahl)
- Spezielle Wirtschaftsgeographie auf landschaftskundlicher Grundlage, Hamburg 1920
- Die Produktionsräume der Erde, Stuttgart 1958
- (Hg.): Erde und Weltwirtschaft: Ein Handbuch der allgemeinen Wirtschaftsgeographie, 5 Bde. [1960–1969]